# Kowalówka (obwód iwanofrankiwski)
Kowalówka (ukr. Ковалівка, Kowaliwka) – wieś na Ukrainie, w  obwodzie iwanofrankiwskim, w rejonie kołomyjskim.